# Familia Pinochet

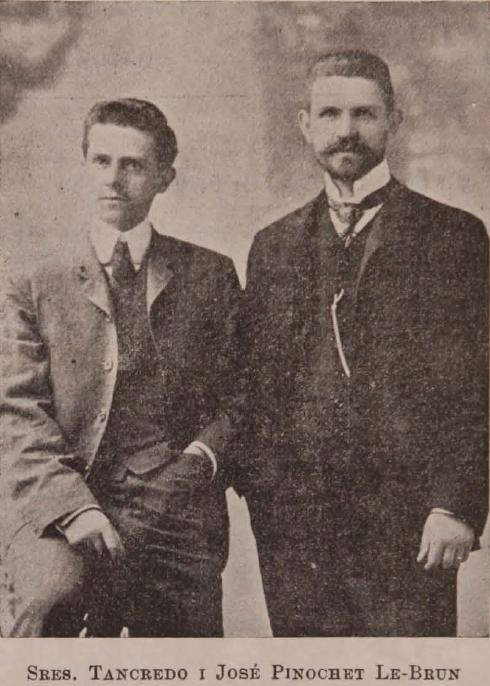
Tancredo Pinochet y su hermano José Pinochet Le-Brun en 1904

La familia Pinochet es una familia chilena de origen francés cuyo genearca fue Guillaume Pinochet (Saint-Malo, Bretaña, Francia, 1695-Cauquenes, Chile, 1742), quien llegó en 1720 a Concepción, donde trabajó como comerciante. Posteriormente, se radicó en la costa de Cauquenes, donde se casó en 1722 con Úrsula de la Vega Montero, con quien tuvo nueve hijos, todos dedicados a las actividades campesinas.
Las personas más conocidas de esta familia durante el siglo XX fueron las siguientes:
- Tancredo Pinochet Le-Brun (1879-1957), quinta generación, hijo de Isabel Le Brun, político y académico, rector de la Escuela de Artes y Oficios.
- Óscar Pinochet de la Barra (1920-2014), sexta generación, diplomático, historiador y explorador, embajador de Chile en varios países.
- Augusto Pinochet Ugarte (1915-2006), séptima generación, casado con Lucía Hiriart, comandante en jefe del Ejército de Chile y dictador entre 1973 y 1990.

## Familia Pinochet Hiriart

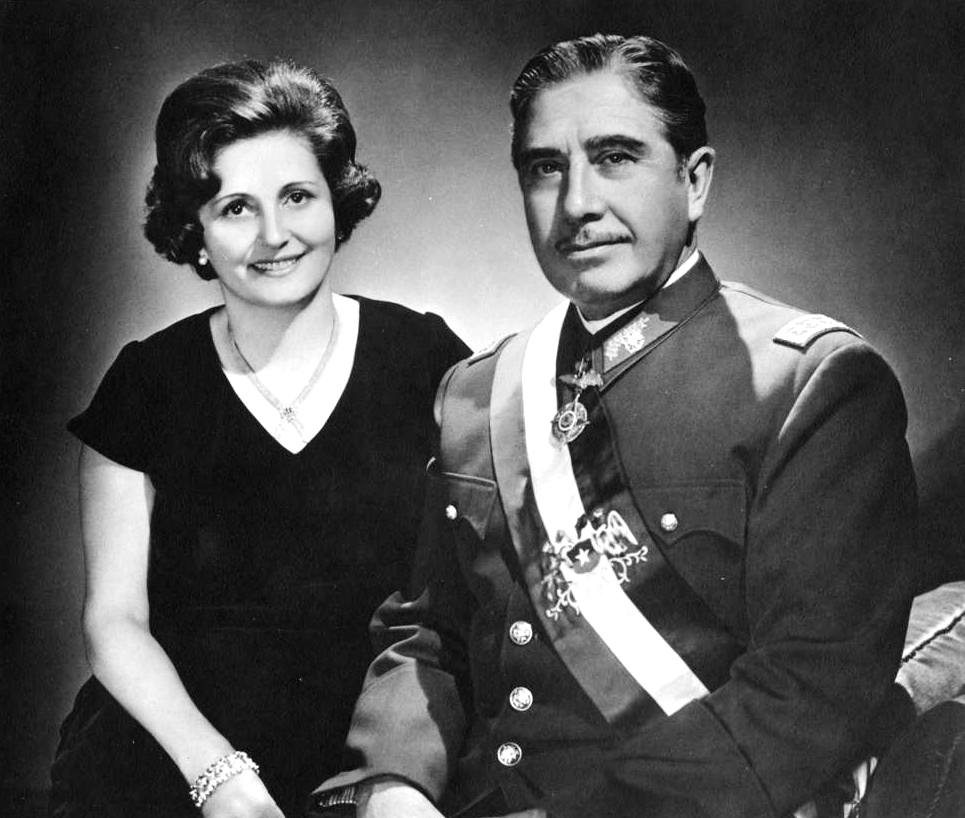
Matrimonio Pinochet Hiriart (circa 1974).

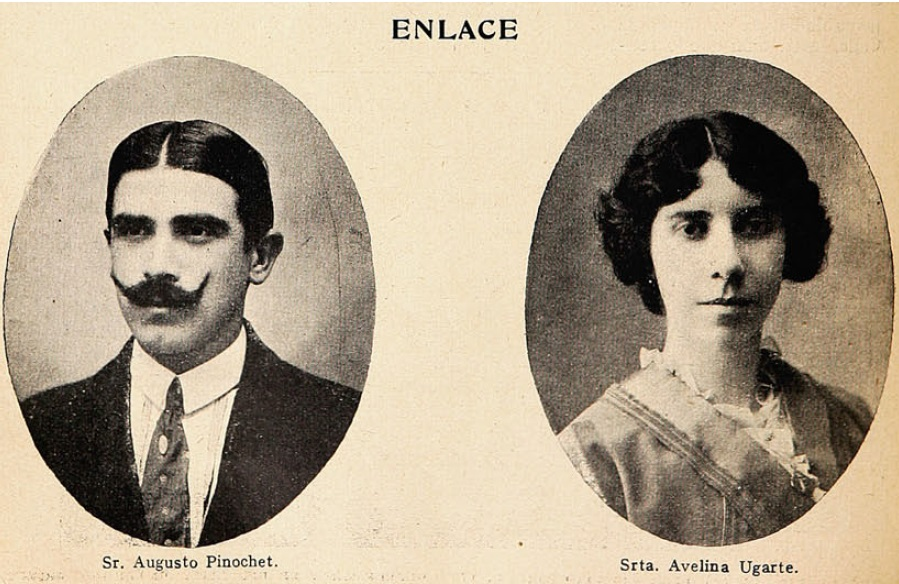
Augusto Pinochet Vera (sexta generación de la familia) y su cónyuge Avelina Ugarte Martínez, padres de Augusto Pinochet.

La rama Pinochet-Hiriart inicia en 1943 con el matrimonio entre el General del Ejército Augusto Pinochet Ugarte, dictador de Chile entre 1973 y 1990, y Lucía Hiriart Rodríguez, hija del senador y ministro del Interior de Chile, el radical Osvaldo Hiriart.
Sus hijos directos son:
- Inés Lucía Pinochet Hiriart (n.1943), fue concejala por la comuna de Vitacura, por el período 2008-2012. Se casó cuatro veces con Hernán García Barzelatto, Jorge Aravena Vergara, Juan Pablo Vicuña Parot y con Walter Robert (Roberto) Thieme Schiersand. Tuvo tres hijos, todos con Hernán García.
- Augusto Osvaldo Pinochet Hiriart (n.1945), es un exmilitar y empresario chileno. Se casó dos veces, primero con María Verónica Molina Carrasco, quien se suicidó en marzo de 2012; casado en segundas nupcias con Macarena Blas. Tuvo 4 hijos y 2 hijas
- María Verónica Pinochet Hiriart (n.1947), la cual estuvo casada con el empresario Julio Ponce Lerou, con quien tuvo 2 hijos y 2 hijas.
- Marco Antonio Pinochet Hiriart (n.1958), empresario chileno, es Ingeniero comercial, piloto civil, con estudios de postgrado en Estados Unidos. Casado con Soledad Olave Gutiérrez. Con quien tuvo 1 hija y 2 hijos.
- Jacqueline Marie Pinochet Hiriart (n.1960), la cual se casó en cuatro nupcias, primero con Guillermo Martínez Spikin; casada en segundas nupcias con Jaime Amunátegui Barros; casada en terceras nupcias con Iván Noguera Phillips; casada en cuartas nupcias con Jorge Antonio Castaño Tasville. Tuvo nueve hijos.

Entre sus nietos directos están:
- Hernán Augusto García Pinochet (n.1969), hijo de Inés Lucía. Tiene un hijo.
- Francisco Javier García Pinochet (n.1971), hijo de Inés Lucía.
- Rodrigo García Pinochet (n.1976), hijo de Inés Lucía. Acompañaba a su abuelo Augusto Pinochet Ugarte cuando ocurrió el atentado en su contra en 1986.
- María Verónica Pinochet Molina (n. 1970), Hija de Augusto Osvaldo. Tiene dos hijos y una hija.
- Augusto Cristián Pinochet Molina (n.1972), excapitán de ejército chileno, exlíder del movimiento político Por Mi Patria, vicepresidente de Fuerza Nacional e hijo de Augusto Pinochet Hiriart.
- Felipe Pinochet Molina (n.1976), Hijo de Augusto Osvaldo. Tiene tres hijos menores de edad.
- Cristóbal Pinochet Molina (n.1978), Hijo de Augusto Osvaldo.
- Sebastián Pinochet Molina (n.1980), Hijo de Augusto Osvaldo.
- Macarena Pinochet Blas (n.1986), Hija de Augusto Osvaldo.
- Julio Ponce Pinochet (n.1969), Hijo de María Verónica. Tiene un hijo.
- Alejandro Ponce Pinochet (n.1971), Hijo de María Verónica.
- Francisca Ponce Pinochet (n.1979), Hija de María Verónica. Tiene dos hijos, una niña y un niño.
- Daniela Ponce Pinochet (n.1983), Hija de María Verónica. Tiene dos hijos y dos hijas.
- María Josefina Pinochet Olave (n.1992), Hija de Marco Antonio.
- Diego Antonio Pinochet Olave (n.1994), Hijo de Marco Antonio.
- Nicolás Antonio Pinochet Olave (n.1994), Hijo de Marco Antonio.
- María José Martínez Pinochet (n.1978), Hija de Jacqueline Marie.
- Constanza Isidora Martínez Pinochet (n.1980), Hija de Jacqueline Marie.
- Sofía Amunátegui Pinochet (n.1983), Hija de Jacqueline Marie.
- Jaime Amunátegui Pinochet (n.1984), Hijo de Jacqueline Marie.
- Lucía Amunátegui Pinochet (n.1986), Hija de Jacqueline Marie.
- Iván Noguera Pinochet (n.1990), Hijo de Jacqueline Marie.
- Federico Noguera Pinochet (n.1992), Hijo de Jacqueline Marie.
- Lucas Noguera Pinochet (n.1996), Hijo de Jacqueline Marie.
- Augusta Noguera Pinochet (n.1999), Hija de Jacqueline Marie.

### Árbol genealógico
|            |            |            |            |            |            |  |  |                         |         |         |         |         |         |  |  |                  |                  |                  |                  |                  |                  |  |  | Osvaldo Hiriart   | Osvaldo Hiriart   | Osvaldo Hiriart   | Osvaldo Hiriart   | Osvaldo Hiriart   | Osvaldo Hiriart   |  |  | Lucía Rodríguez | Lucía Rodríguez | Lucía Rodríguez | Lucía Rodríguez | Lucía Rodríguez | Lucía Rodríguez |  |  | Familia Luksić   | Familia Luksić   | Familia Luksić   | Familia Luksić   | Familia Luksić   | Familia Luksić   |
|            |            |            |            |            |            |  |  |                         |         |         |         |         |         |  |  |                  |                  |                  |                  |                  |                  |  |  | Osvaldo Hiriart   | Osvaldo Hiriart   | Osvaldo Hiriart   | Osvaldo Hiriart   | Osvaldo Hiriart   | Osvaldo Hiriart   |  |  | Lucía Rodríguez | Lucía Rodríguez | Lucía Rodríguez | Lucía Rodríguez | Lucía Rodríguez | Lucía Rodríguez |  |  | Familia Luksić   | Familia Luksić   | Familia Luksić   | Familia Luksić   | Familia Luksić   | Familia Luksić   |
|            |            |            |            |            |            |  |  |                         |         |         |         |         |         |  |  |                  |                  |                  |                  |                  |                  |  |  |                   |                   |                   |                   |                   |                   |  |  |                 |                 |                 |                 |                 |                 |  |  |                  |                  |                  |                  |                  |                  |
|            |            |            |            |            |            |  |  |                         |         |         |         |         |         |  |  |                  |                  |                  |                  |                  |                  |  |  |                   |                   |                   |                   |                   |                   |  |  |                 |                 |                 |                 |                 |                 |  |  |                  |                  |                  |                  |                  |                  |
|            |            |            |            |            |            |  |  |                         |         |         |         |         |         |  |  | Augusto Pinochet | Augusto Pinochet | Augusto Pinochet | Augusto Pinochet | Augusto Pinochet | Augusto Pinochet |  |  | Lucía Hiriart     | Lucía Hiriart     | Lucía Hiriart     | Lucía Hiriart     | Lucía Hiriart     | Lucía Hiriart     |  |  | Tatiana Hiriart | Tatiana Hiriart | Tatiana Hiriart | Tatiana Hiriart | Tatiana Hiriart | Tatiana Hiriart |  |  | Vladimir Luksić  | Vladimir Luksić  | Vladimir Luksić  | Vladimir Luksić  | Vladimir Luksić  | Vladimir Luksić  |
|            |            |            |            |            |            |  |  |                         |         |         |         |         |         |  |  | Augusto Pinochet | Augusto Pinochet | Augusto Pinochet | Augusto Pinochet | Augusto Pinochet | Augusto Pinochet |  |  | Lucía Hiriart     | Lucía Hiriart     | Lucía Hiriart     | Lucía Hiriart     | Lucía Hiriart     | Lucía Hiriart     |  |  | Tatiana Hiriart | Tatiana Hiriart | Tatiana Hiriart | Tatiana Hiriart | Tatiana Hiriart | Tatiana Hiriart |  |  | Vladimir Luksić  | Vladimir Luksić  | Vladimir Luksić  | Vladimir Luksić  | Vladimir Luksić  | Vladimir Luksić  |
|            |            |            |            |            |            |  |  |                         |         |         |         |         |         |  |  |                  |                  |                  |                  |                  |                  |  |  |                   |                   |                   |                   |                   |                   |  |  |                 |                 |                 |                 |                 |                 |  |  |                  |                  |                  |                  |                  |                  |
|            |            |            |            |            |            |  |  |                         |         |         |         |         |         |  |  |                  |                  |                  |                  |                  |                  |  |  |                   |                   |                   |                   |                   |                   |  |  |                 |                 |                 |                 |                 |                 |  |  |                  |                  |                  |                  |                  |                  |
| Inés Lucía | Inés Lucía | Inés Lucía | Inés Lucía | Inés Lucía | Inés Lucía |  |  | Augusto                 | Augusto | Augusto | Augusto | Augusto | Augusto |  |  | María Verónica   | María Verónica   | María Verónica   | María Verónica   | María Verónica   | María Verónica   |  |  | Julio Ponce Lerou | Julio Ponce Lerou | Julio Ponce Lerou | Julio Ponce Lerou | Julio Ponce Lerou | Julio Ponce Lerou |  |  | Marco Antonio   | Marco Antonio   | Marco Antonio   | Marco Antonio   | Marco Antonio   | Marco Antonio   |  |  | Jacqueline Marie | Jacqueline Marie | Jacqueline Marie | Jacqueline Marie | Jacqueline Marie | Jacqueline Marie |
| Inés Lucía | Inés Lucía | Inés Lucía | Inés Lucía | Inés Lucía | Inés Lucía |  |  | Augusto                 | Augusto | Augusto | Augusto | Augusto | Augusto |  |  | María Verónica   | María Verónica   | María Verónica   | María Verónica   | María Verónica   | María Verónica   |  |  | Julio Ponce Lerou | Julio Ponce Lerou | Julio Ponce Lerou | Julio Ponce Lerou | Julio Ponce Lerou | Julio Ponce Lerou |  |  | Marco Antonio   | Marco Antonio   | Marco Antonio   | Marco Antonio   | Marco Antonio   | Marco Antonio   |  |  | Jacqueline Marie | Jacqueline Marie | Jacqueline Marie | Jacqueline Marie | Jacqueline Marie | Jacqueline Marie |
|            |            |            |            |            |            |  |  |                         |         |         |         |         |         |  |  |                  |                  |                  |                  |                  |                  |  |  |                   |                   |                   |                   |                   |                   |  |  |                 |                 |                 |                 |                 |                 |  |  |                  |                  |                  |                  |                  |                  |
|            |            |            |            |            |            |  |  | Augusto Pinochet Molina |         |         |         |         |         |  |  |                  |                  |                  |                  |                  |                  |  |  |                   |                   |                   |                   |                   |                   |  |  |                 |                 |                 |                 |                 |                 |  |  |                  |                  |                  |                  |                  |                  |